# Рен, Эми
Эми Рен (англ. Amy Wren; род. 12 октября 1989) — британская актриса.

## Личная жизнь
Рен училась в Parsnips Youth Theatre в Харборо в течение четырёх лет. В июле 2006 года она и ещё двое актёров из Parsnips Youth Theatre вошли в состав Национального Молодежного Театра (англ. National Youth Theatre). С пятнадцати лет страдает обсессивно-компульсивным расстройством.

## Карьера
В возрасте 16 лет талант Рен был замечен компанией Уолта Диснея. Тогда же она снялась в диснеевском телесериале «Жизнь кусается», где сыграла главную роль Хлои. Позже она перешла на Nickelodeon, где снялась в таких ситкомах как, «Джинн дома» и «Лето в Трансильвании». В 2010 году снялась в экранизации Андреи Арнольд романа «Грозовой перевал», в котором сыграла роль Фрэнсис Эрншоу.

## Фильмография
| Год              | Фильм                 | Роль                 | Примечания                    |
| ---------------- | --------------------- | -------------------- | ----------------------------- |
| 2008             | Жизнь кусается        | Хлоя                 | Телесериал, 49 эпизодов       |
| 2009             | Джинн дома            | Диана                | Телесериал, 1 эпизод          |
| 2010             | Несчастный случай     | Келли Освальд        | Телесериал, 1 эпизод          |
| 2010             | Лето в Трансильвании  | Хейди                | Телесериал, 20 эпизодов       |
| 2011             |                       |                      |                               |
| Жизнь Рили       | Беа                   | Телесериал, 1 эпизод |                               |
| Грозовой перевал | Фрэнсис Эрншоу        |                      |                               |
| 2012             | Шёлк                  | Бетани               | Телесериал, 13 эпизодов       |
| 2012             | Безмолвный свидетель  | Шаннон Келли         | Телесериал, 2 эпизода         |
| 2013             | uwantme2killhim?      | Зоуи                 |                               |
| 2013             | Молокососы            | Джейн                | Телесериал, 2 эпизода         |
| 2013             | S.L.R.                | Алекса               | Короткометражка               |
| 2014             | Скучающий             |                      | Короткометражка, постпродакшн |
| 2014             | Шёлк: Комната клерков | Бетани               | BBC R4 серии                  |
| 2015             | Последнее королевство | Милдрит              | Телесериал, 4 эпизода         |
| 2016             | Тутанхамон            | Эвелин Карнарвон     | Телесериал, 4 эпизода         |
| 2017             | Маленькие женщины     | Салли Гардинер       | Мини-сериал, 1 эпизод         |